# 구태왕
구태왕은 백제의 시조이다. 중국의 사서 북사(北史)와 수서(隋書)에 따르면 다음과 같다.
동명의 후손에 구태(仇台)라는 이가 있었는데 매우 어질고 신실했으며, 처음으로 대방(帶方)의 옛 땅에 나라를 세웠다. 한의 요동태수 공손도가 자기 딸을 그의 처로 삼아주었다. 그 뒤 마침내 동이 가운데 강국이 되었다

백제의 건국에 대해서는 시조 온조설과 시조 비류설도 있으며, 현재 정설로 인정되는 것은 시조 온조설이다.
구태에 대해서 삼국사기의 편찬자 김부식은 구태와 비류, 온조 형제가 어떤 관계인지 알 수 없다고 하였고, 사학자 이병도의 고이왕과 구태의 동일 인물설을 지지하고 인용한 동아일보사와 미국 브리테니커 회사가 합작하여 만든 브리테니커 대백과사전에서는 백제의 고이왕이라고 하고 있지만 활동시기가 다르다.
이병도는 구태(仇台)를 '구이'로 읽어 고이왕의 '고이'와 발음이 비슷하다는 것을 그 논거로 하고 있다. 한편, 비류백제설을 주장한 재야사학자 김성호는 구태가 백제 온조왕의 어머니인 소서노의 전 남편 우태라고 주장한다. 이 역시 소서노의 전 남편인 우태와 구태의 발음이 비슷한 것에 착안한 주장이다.